# Pyramide von Ballandean

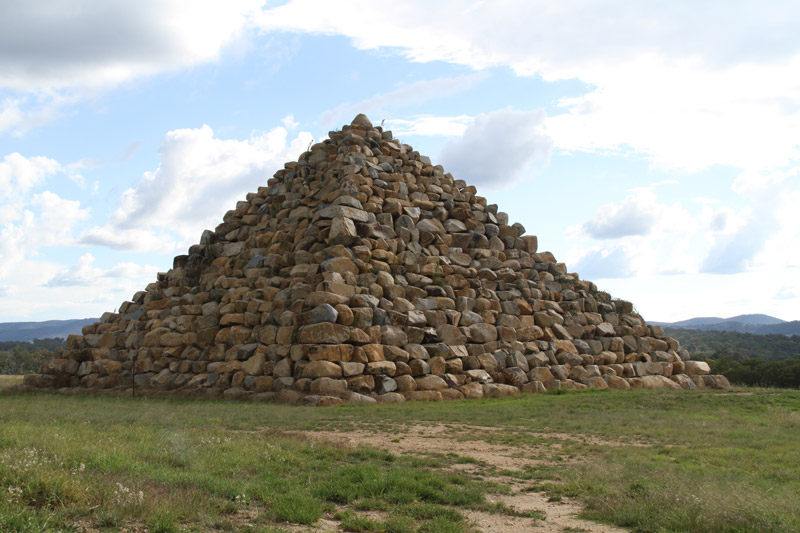
Pyramide von Ballandean

Die Pyramide von Ballandean befindet sich im australischen Ort Ballandean in der Southern Downs Region in Queensland.
Sie ist 15 Meter hoch, besteht aus etwa 75.000 Granitsteinen und wurde 2006 von Ken Stubberfield über einen Zeitraum von acht Monaten errichtet. Die Pyramide ist von Weinbauflächen umgeben und nicht nach den Himmelsrichtungen ausgerichtet.